# Rhymogona wehrana
Rhymogona wehrana är en mångfotingart som först beskrevs av Karl Wilhelm Verhoeff 1910.  Rhymogona wehrana ingår i släktet Rhymogona och familjen knöldubbelfotingar. Inga underarter finns listade i Catalogue of Life.